# Marquay (Dordogne)
Marquay település Franciaországban, Dordogne megyében. Lakosainak száma 587 fő (2022. január 1.). Marquay Tamniès, Sarlat-la-Canéda, Saint-André-d’Allas, Peyzac-le-Moustier és Les Eyzies községekkel határos.

## Népesség
A település népességének változása:
| Lakosok száma | 442  | 419  | 473  | 548  | 573  | 573  | 577  | 584  | 582  | 587  |
|               | 1968 | 1982 | 1990 | 2006 | 2013 | 2015 | 2017 | 2019 | 2020 | 2022 |